# Sibthorpia europaea
Sibthorpia europaea är en grobladsväxtart som beskrevs av Carl von Linné. Sibthorpia europaea ingår i släktet Sibthorpia och familjen grobladsväxter. Inga underarter finns listade i Catalogue of Life.

## Bildgalleri

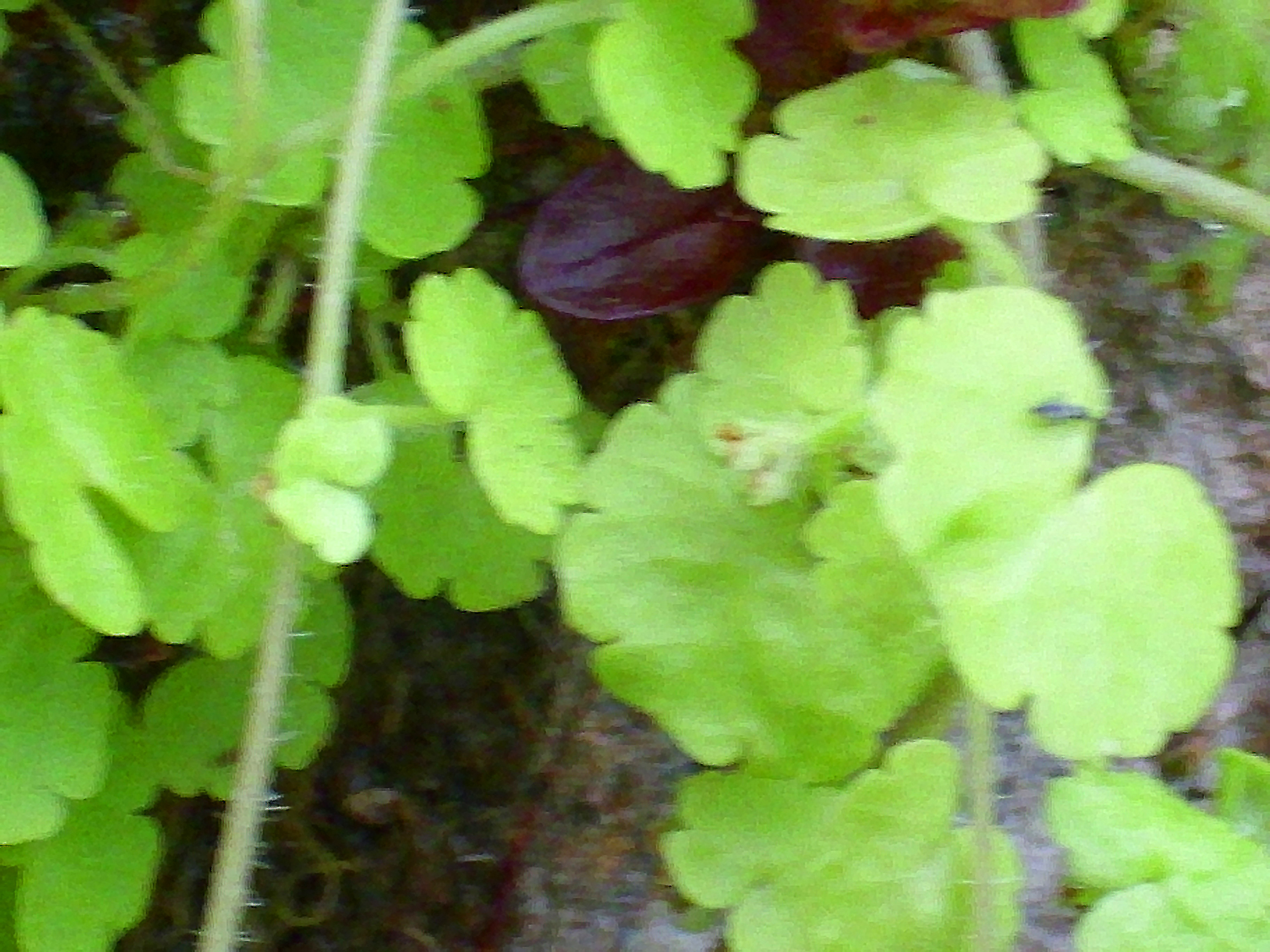
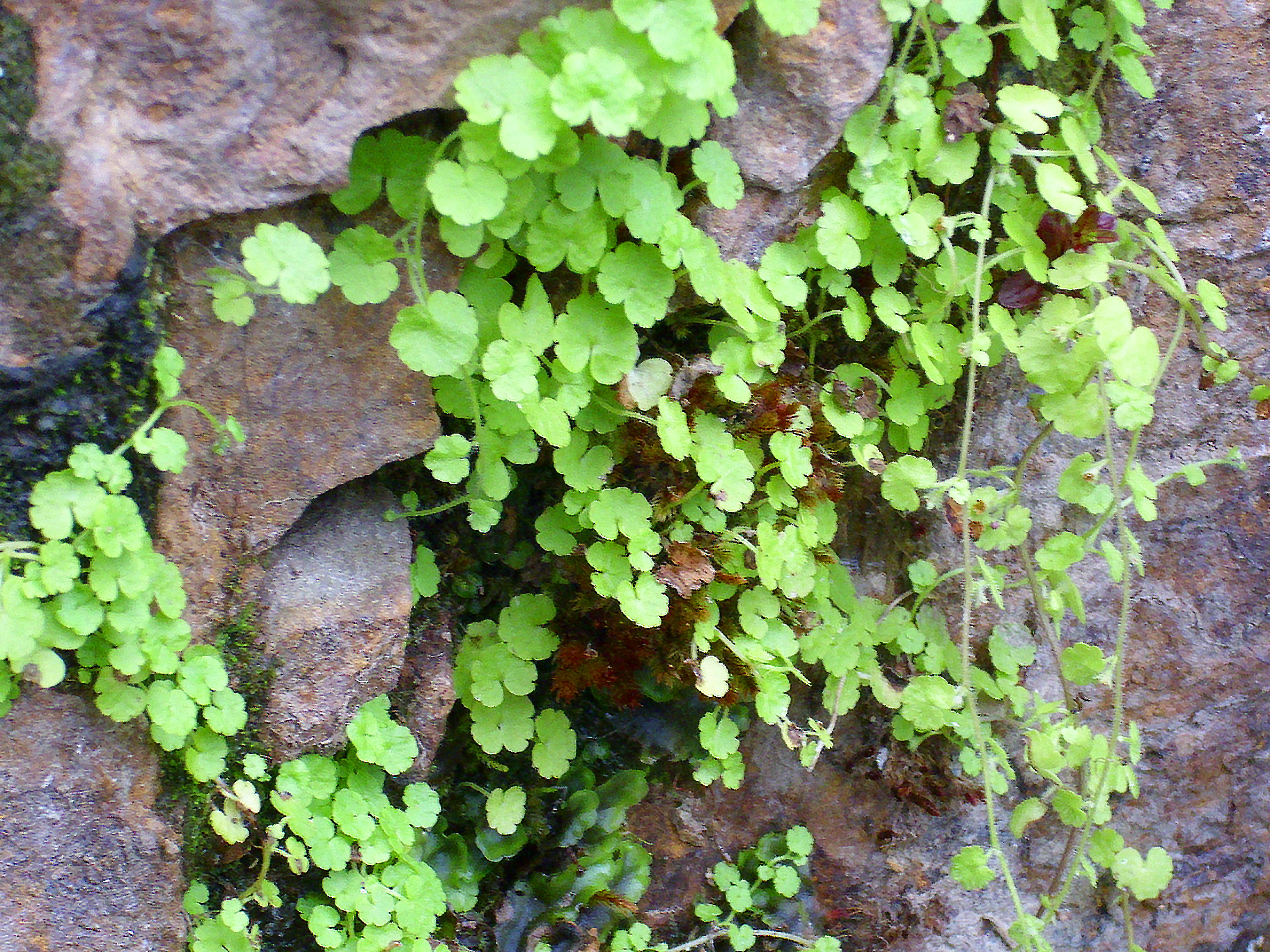